# Əlif Hacıyev
Əlif Hacıyev (eingedeutscht Älif Hadschijew; * 24. Juni 1953 in Xocalı, Autonomes Gebiet Bergkarabach, Aserbaidschanische Sozialistische Sowjetrepublik, UdSSR; † 26. Februar 1992 ebenda) war ein aserbaidschanischer Offizier und Nationalheld Aserbaidschans, der im ersten Bergkarabachkrieg starb.

## Biogprahie
Hacıyev kam in der aserbaidschanisch besiedelten Stadt Xocalı (eingedeutscht Chodschali) in Bergkarabach zur Welt. Dort schloss er 1970 die allgemeinbildende Mittelschule ab. Von 1971 bis 1973 leistete er seinen Wehrdienst in den Reihen der Roten Armee in Minsk. Anschließend bekleidete Hacıyev bis 1984 verschiedene Positionen im Innenministerium der Weißrussischen SSR und in den Sicherheitsinstanzen des Autonomen Gebiets Bergkarabach (AGB) in Aserbaidschan.
1984 wurde Hacıyev nach einem fabrizierten Strafverfahren (vorausgegangen war der Konflikt mit armenischen Nationalisten in Bergkarabach) zu 10 Jahren Haft verurteilt. Drei Jahre später wurde sein Fall erneut überprüft und das Urteil aufgehoben. Im Februar 1989 kam er frühzeitig frei.
Nach der Entlassung setzte Hacıyev seine Tätigkeit im Sicherheitsapparat des AGB fort. Am 21. Dezember 1990 wurde er zum Kommandanten des Flughafens von Xocalı (heute Flughafen Stepanakert/Xankəndi) ernannt. Rund ein Jahr später wurde er zum Major befördert.

## Ermordung
Mit der Verschärfung armenisch-aserbaidschanischer Auseinandersetzungen ab Ende der 1980er Jahre verschlechterte sich auch die Sicherheitslage rund um die Stadt Xocalı massiv. Gegen Ende Februar 1992 befand sich die kleine Ortschaft, in der sich zu diesem Zeitpunkt noch über 1000 aserbaidschanische Zivilisten aufhielten, mit Dutzenden Verteidigern in armenischer Einkesselung. Die Stadt war bereits seit 1989 von der Außenwelt weitestgehend abgeschnitten. Mit nur wenigen Mitkämpfern verhalf Hacıyev vielen eingeschlossenen Einwohnern zur Flucht aus der Stadt. Er selber fiel im ungleichen Kampf gegen zahlenmäßig überlegene armenische Einheiten. Die Ereignisse vom 26. Februar 1992 gingen als das „Massaker von Chodschali“ in die Geschichte ein und gelten laut Human Rights Watch als das größte Blutbad während des Bergkarabach-Krieges Anfang der 1990er Jahre.

## Andenken
Die Grabstätte von Hacıyev befindet sich auf der Ehrenallee von Baku (Fəxri Xiyaban). Per Dekret des Präsidenten Aserbaidschans vom 5. Juni 1992 wurde ihm der Titel des Nationalhelden Aserbaidschans verliehen.

## Privates
Hacıyev war verheiratet und hinterließ zwei Töchter.